# Moqueca

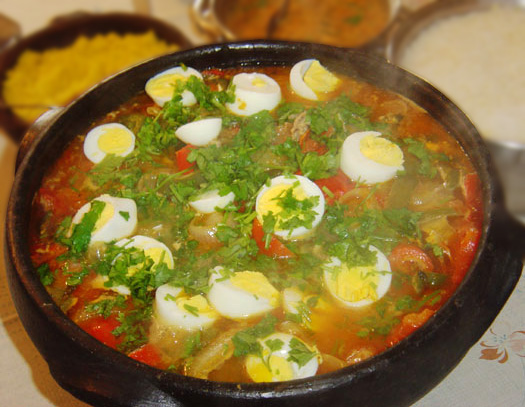
Moqueca

Moqueca – brazylijska potrawa, której główne składniki stanowią owoce morza, zanurzone w sosie przyrządzonym na bazie oleju palmowego (szeroko stosowanego w stanie Bahia), mleka kokosowego i niewielkiej ilości cebuli, pomidorów, papryki. Serwowana w żeliwnych kociołkach podgrzewanych od spodu, podawana z dodatkiem manioku, doprawionego masłem lub słoniną.

## Źródła
1. ↑  Unknown, Smaki Brazylii: Moqueca de peixe com camarao czyli jak rozładować stres przy meczu Brazylia – Chille? [online], Smaki Brazylii, 29 czerwca 2014 [dostęp 2024-02-24].